# Diébédougou
Diébédougou és una antiga regió de Mali avui dia a la regió de Kayes i cercle de Kénieba.
Era una regió minera on s'explotava or per placers. La capital era Kassama, una comuna amb uns 20.000 habitants (però formada per 23 poblacions). El mapa topogràfic de la regió minera entre el Falémé i el Bafing es va aixecar el 1884 en el govern del comandant Boliève, quan també es van aixecar (entre altres) els mapes de la conca minera del Falémé (Sénoudébou i Kéniéba).